# Марія-Альм
Марія-Альм —  містечко та громада в австрійській землі Зальцбург. Містечко належить округу Целль-ам-Зе.
Рада громади складється з 17 членів. Бургомістом міста є Алоїс Гаденштеттнер (WPM).